# Anonychomyrma murina
Anonychomyrma murina é uma espécie de formiga do gênero Anonychomyrma. Descrita em 1911 pelo entomologista Carlo Emery, é endêmica da Nova Guiné.